# Gabriel Paraschiv
Gabriel Ioan Paraschiv (* 27. März 1978 in Moreni) ist ein ehemaliger rumänischer Fußballspieler. Der Mittelfeldspieler bestritt insgesamt 212 Spiele in der Liga 1 und gewann in der Saison 2010/11 mit Oțelul Galați die rumänische Meisterschaft.

## Karriere
Die Karriere von Paraschiv begann in seiner Heimatstadt Moreni bei Flacăra Moreni. Im Jahr 1998 kam er in den Kader der ersten Mannschaft, die seinerzeit in der Divizia C, der dritten rumänischen Liga, spielte. In der Winterpause wechselte er zum Nachbarverein Chindia Târgoviște in die Divizia B. Nachdem er im ersten halben Jahr noch regelmäßig zum Einsatz gekommen war, wurde er in der Saison 1999/2000 nur noch selten berücksichtigt. Lediglich vier Einsätze stehen zu Buche, mit denen er den Abstieg seines Teams nicht verhindern konnte. Er blieb dem Klub noch eine Spielzeit lang in der Divizia C erhalten, ehe er im Jahr 2001 nach Moreni zurückkehrte.
In der Winterpause 2001/02 bekam Paraschiv die Gelegenheit, zum Erstligisten Petrolul Ploiești zu wechseln, so dass er am 23. März 2002 sein erstes Spiel im Oberhaus bestritt. Am Ende der Saison 2001/02 musste er mit seinem Klub absteigen, blieb dem Team aber auch eine Liga tiefer erhalten. Paraschiv kam beim sofortigen Wiederaufstieg jedoch nur in der Hälfte der Spiele zum Einsatz. Nachdem er in der Spielzeit 2003/04 an den Zweitligisten Oltul Sfântu Gheorghe ausgeliehen worden war, kehrte er im Sommer 2004 nach Ploiești zurück, das wieder in die Divizia B abgestiegen war. Er verpasste in der Saison 2004/05 jedoch den Aufstieg, ehe ihn in der Winterpause Oțelul Galați unter Vertrag nahm, so dass er fortan wieder auf Erstliganiveau spielen konnte.
Bei Oțelul etablierte er sich schnell als Stammkraft im offensiven Mittelfeld. In der Saison 2008/09 gelang ihm mit neun Toren die besten Trefferausbeute seiner Laufbahn. Unter Trainer Dorinel Munteanu gewann er die Meisterschaft 2011 und damit seinen ersten Titel. In der anschließenden Gruppenphase der Champions League kam er auf vier Einsätze, blieb aber ohne Tor und schied mit seiner Mannschaft aus.
Ende des Jahres 2013 beendete Paraschiv seine aktive Laufbahn.

## Nationalmannschaft
Paraschiv bestritt ein Spiel für die rumänische Nationalmannschaft. Im August 2008 nominierte Nationaltrainer Victor Pițurcă ihn für ein Freundschaftsspiel gegen Lettland, wo er in der ersten Hälfte zum Einsatz kam.

## Erfolge
- Rumänischer Meister: 2011